# Amonios
Los amonios fueron un antiguo pueblo que habitaba en la zona del oasis de Siwa. Heródoto declara que vivían en una ciudad, y que en ella había santuario del dios Zeus Tebano, simplemente porque las representaciones poseían una cabeza de carnero, pero el dios que poseía cabeza de carnero en la representación egipcia era Jnum, aunque es más bien Amón (de ahí el nombre de la tribu) al que se representaba con dos cuernos de carnero, símbolo de la prosperidad y la fortuna. A este santuario fue Alejandro Magno para hacerse saber hijo del Dios Supremo (Zeus en el sincretismo griego).
Según Heródoto, los amonios destacan por vivir con unas fuentes «cuya agua es tibia al alba y más fría a la hora en que el mercado es más concurrido. Nada más llegar el mediodía, el agua se vuelve extremadamente fría (entonces es cuando riegan sus huertos). Y, a medida que el día va declinando, remite su frescura, hasta el momento en que el sol se pone, instante en que el agua se vuelve tibia. Acto seguido se va calentando progresivamente al acercarse la medianoche, momento en que hierve a borbotones; y nada más pasar la medianoche, se va enfriando hasta la aurora. Ese manantial es conocido como la Fuente del Sol». En la actualidad se ha identificado esta fuente con la de Ain-el-Hamman, de naturaleza volcánica. 
Los amonios también son conocidos por ser los únicos testigos de la desaparición de un ejército persa de 50 000 hombres. Cambises II, rey de Persia, mandó este ejército contra este pueblo, pero el ejército desapareció sepultado por la arena del desierto.